# Badminton na Letnich Igrzyskach Olimpijskich 2012 – gra pojedyncza mężczyzn
Turniej olimpijski w badmintonie mężczyzn podczas XXX Letnich Igrzysk Olimpijskich w Londynie odbywał się w dniach od 28 lipca do 5 sierpnia 2012 roku w Wembley Arena. W rywalizacji udział brało 40 zawodników.

## Zasady turnieju
Sportowcy zostali podzieleni na dwuosobowe i trzyosobowe grupy. Zwycięzcy grup awansowali do 1/8 finału. Od tego czasu rywalizacja przybrała formę pucharową. Zwycięzcy awansowali do kolejnej rundy, a przegrani odpadali z rywalizacji. W trakcie całego turnieju mecze grało się do dwóch zwycięskich setów. Set kończył się, gdy zawodnik uzyskiwał 21 punktów i jednocześnie miał co najmniej dwa punkty przewagi nad rywalem.

## Rozstawieni zawodnicy
1. Lee Chong Wei
2. Lin Dan
3. Chen Long
4. Chen Jin
5. Peter Gade
6. Shō Sasaki
7. Lee Hyun-il
8. Kenichi Tago
9. Simon Santoso
10. Nguyễn Tiến Minh
11. Taufik Hidayat
12. Jan Ø. Jørgensen
13. Son Wan-ho
14. Marc Zwiebler
15. Rajiv Ouseph
16. Wong Wing Ki

## Turniej główny

### Runda finałowa
|  |            |                    |            |                   |            |    |    |               |               |                   |                   |                   |                   |                   |           |           |           |           |           |  |  |       |       |       |       |       |
|  | 1/8 finału | 1/8 finału         | 1/8 finału | 1/8 finału        | 1/8 finału |    |    | Ćwierćfinały  | Ćwierćfinały  | Ćwierćfinały      | Ćwierćfinały      | Ćwierćfinały      |                   |                   | Półfinały | Półfinały | Półfinały | Półfinały | Półfinały |  |  | Finał | Finał | Finał | Finał | Finał |
|  | 1/8 finału | 1/8 finału         | 1/8 finału | 1/8 finału        | 1/8 finału |    |    | Ćwierćfinały  | Ćwierćfinały  | Ćwierćfinały      | Ćwierćfinały      | Ćwierćfinały      |                   |                   | Półfinały | Półfinały | Półfinały | Półfinały | Półfinały |  |  | Finał | Finał | Finał | Finał | Finał |
|  |            |                    |            |                   |            |    |    |               |               |                   |                   |                   |                   |                   |           |           |           |           |           |  |  |       |       |       |       |       |
|  |            |                    |            |                   |            |    |    |               |               |                   |                   |                   |                   |                   |           |           |           |           |           |  |  |       |       |       |       |       |
|  | A1         | Lee Chong Wei      | 21         | 21                |            |    |    |               |               |                   |                   |                   |                   |                   |           |           |           |           |           |  |  |       |       |       |       |       |
|  | A1         | Lee Chong Wei      | 21         | 21                |            |    |    |               |               |                   |                   |                   |                   |                   |           |           |           |           |           |  |  |       |       |       |       |       |
|  | B1         | Simon Santoso      | 12         | 8                 |            |    |    |               |               |                   |                   |                   |                   |                   |           |           |           |           |           |  |  |       |       |       |       |       |
|  | B1         | Simon Santoso      | 12         | 8                 |            |    | A1 | Lee Chong Wei | 21            | 21                |                   |                   |                   |                   |           |           |           |           |           |  |  |       |       |       |       |       |
|  |            |                    |            |                   |            |    | A1 | Lee Chong Wei | 21            | 21                |                   |                   |                   |                   |           |           |           |           |           |  |  |       |       |       |       |       |
|  |            |                    | D1         | Parupalli Kashyap | 19         | 11 |    |               |               |                   |                   |                   |                   |                   |           |           |           |           |           |  |  |       |       |       |       |       |
|  | C1         | Niluka Karunaratne | D1         | Parupalli Kashyap | 19         | 11 | 14 | 21            | 9             |                   |                   |                   |                   |                   |           |           |           |           |           |  |  |       |       |       |       |       |
|  | C1         | Niluka Karunaratne |            |                   |            |    |    |               |               |                   |                   |                   |                   |                   |           |           |           |           |           |  |  |       |       |       |       |       |
|  | D1         | Parupalli Kashyap  | 21         | 15                | 21         |    |    |               |               |                   |                   |                   |                   |                   |           |           |           |           |           |  |  |       |       |       |       |       |
|  | D1         | Parupalli Kashyap  | 21         | 15                | 21         |    |    | A1            | Lee Chong Wei | 21                | 21                |                   |                   |                   |           |           |           |           |           |  |  |       |       |       |       |       |
|  |            |                    |            |                   |            |    |    |               |               |                   |                   |                   |                   |                   |           |           |           |           |           |  |  |       |       |       |       |       |
|  |            |                    | E1         | Chen Long         | 13         | 14 |    |               |               |                   |                   |                   |                   |                   |           |           |           |           |           |  |  |       |       |       |       |       |
|  | E1         | Chen Long          | E1         | Chen Long         | 13         | 14 | 21 | 21            |               |                   |                   |                   |                   |                   |           |           |           |           |           |  |  |       |       |       |       |       |
|  | E1         | Chen Long          |            |                   |            |    |    |               |               |                   |                   |                   |                   |                   |           |           |           |           |           |  |  |       |       |       |       |       |
|  | F1         | Wong Wing Ki       | 17         | 17                |            |    |    |               |               |                   |                   |                   |                   |                   |           |           |           |           |           |  |  |       |       |       |       |       |
|  | F1         | Wong Wing Ki       | 17         | 17                |            |    | E1 | Chen Long     | 21            | 21                |                   |                   |                   |                   |           |           |           |           |           |  |  |       |       |       |       |       |
|  |            |                    |            |                   |            |    | E1 | Chen Long     | 21            | 21                |                   |                   |                   |                   |           |           |           |           |           |  |  |       |       |       |       |       |
|  |            |                    | G1         | Peter Gade        | 16         | 13 |    |               |               |                   |                   |                   |                   |                   |           |           |           |           |           |  |  |       |       |       |       |       |
|  | G1         | Peter Gade         | G1         | Peter Gade        | 16         | 13 | 21 | 21            |               |                   |                   |                   |                   |                   |           |           |           |           |           |  |  |       |       |       |       |       |
|  | G1         | Peter Gade         |            |                   |            |    |    |               |               |                   |                   |                   |                   |                   |           |           |           |           |           |  |  |       |       |       |       |       |
|  | H1         | Son Wan-ho         | 9          | 16                |            |    |    |               |               |                   |                   |                   |                   |                   |           |           |           |           |           |  |  |       |       |       |       |       |
|  | H1         | Son Wan-ho         | 9          | 16                |            |    | A1 | Lee Chong Wei | 21            | 10                | 19                |                   |                   |                   |           |           |           |           |           |  |  |       |       |       |       |       |
|  |            |                    |            |                   |            |    |    |               |               |                   |                   |                   |                   |                   |           |           |           |           |           |  |  |       |       |       |       |       |
|  |            |                    | P1         | Lin Dan           | 15         | 21 | 21 |               |               |                   |                   |                   |                   |                   |           |           |           |           |           |  |  |       |       |       |       |       |
|  | I1         | Jan Ø. Jørgensen   | P1         | Lin Dan           | 15         | 21 | 21 | 17            | 13            |                   |                   |                   |                   |                   |           |           |           |           |           |  |  |       |       |       |       |       |
|  | I1         | Jan Ø. Jørgensen   |            |                   |            |    |    |               |               |                   |                   |                   |                   |                   |           |           |           |           |           |  |  |       |       |       |       |       |
|  | J1         | Lee Hyun-il        | 21         | 21                |            |    |    |               |               |                   |                   |                   |                   |                   |           |           |           |           |           |  |  |       |       |       |       |       |
|  | J1         | Lee Hyun-il        | 21         | 21                |            |    | J1 | Lee Hyun-il   | 21            | 21                |                   |                   |                   |                   |           |           |           |           |           |  |  |       |       |       |       |       |
|  |            |                    |            |                   |            |    | J1 | Lee Hyun-il   | 21            | 21                |                   |                   |                   |                   |           |           |           |           |           |  |  |       |       |       |       |       |
|  |            |                    | L1         | Chen Jin          | 15         | 16 |    |               |               |                   |                   |                   |                   |                   |           |           |           |           |           |  |  |       |       |       |       |       |
|  | K1         | Marc Zwiebler      | L1         | Chen Jin          | 15         | 16 | 21 | 12            | 9             |                   |                   |                   |                   |                   |           |           |           |           |           |  |  |       |       |       |       |       |
|  | K1         | Marc Zwiebler      |            |                   |            |    |    |               |               |                   |                   |                   |                   |                   |           |           |           |           |           |  |  |       |       |       |       |       |
|  | L1         | Chen Jin           | 19         | 21                | 21         |    |    |               |               |                   |                   |                   |                   |                   |           |           |           |           |           |  |  |       |       |       |       |       |
|  | L1         | Chen Jin           | 19         | 21                | 21         |    |    | J1            | Lee Hyun-il   | 12                | 10                |                   |                   |                   |           |           |           |           |           |  |  |       |       |       |       |       |
|  |            |                    |            |                   |            |    |    |               |               |                   |                   |                   |                   |                   |           |           |           |           |           |  |  |       |       |       |       |       |
|  |            |                    | P1         | ' Lin Dan         | 21         | 21 |    |               |               | Mecz o 3. miejsce | Mecz o 3. miejsce | Mecz o 3. miejsce | Mecz o 3. miejsce | Mecz o 3. miejsce |           |           |           |           |           |  |  |       |       |       |       |       |
|  | M1         | Kevin Cordón       | P1         | ' Lin Dan         | 21         | 21 | 21 | 10            |               | Mecz o 3. miejsce | Mecz o 3. miejsce | Mecz o 3. miejsce | Mecz o 3. miejsce | Mecz o 3. miejsce |           |           |           |           |           |  |  |       |       |       |       |       |
|  | M1         | Kevin Cordón       |            |                   |            |    |    |               |               |                   |                   |                   |                   |                   |           |           |           |           |           |  |  |       |       |       |       |       |
|  | N1         | Shō Sasaki         | 23         | 21                |            |    |    |               |               |                   |                   |                   |                   |                   |           |           |           |           |           |  |  |       |       |       |       |       |
|  | N1         | Shō Sasaki         | 23         | 21                |            |    | N1 | Shō Sasaki    | 12            | 21                | 16                | E1                | Chen Long         | 21                | 15        | 21        |           |           |           |  |  |       |       |       |       |       |
|  |            |                    |            |                   |            |    | N1 | Shō Sasaki    | 12            | 21                | 16                | E1                | Chen Long         | 21                | 15        | 21        |           |           |           |  |  |       |       |       |       |       |
|  |            |                    | P1         | Lin Dan           | 21         | 16 | 21 |               |               | J1                | Lee Hyun-il       | 12                | 21                | 15                |           |           |           |           |           |  |  |       |       |       |       |       |
|  | O1         | Taufik Hidayat     | P1         | Lin Dan           | 21         | 16 | 21 | 9             | 12            | J1                | Lee Hyun-il       | 12                | 21                | 15                |           |           |           |           |           |  |  |       |       |       |       |       |
|  | O1         | Taufik Hidayat     |            |                   |            |    |    |               |               |                   |                   |                   |                   |                   |           |           |           |           |           |  |  |       |       |       |       |       |
|  | P1         | Lin Dan            | 21         | 21                |            |    |    |               |               |                   |                   |                   |                   |                   |           |           |           |           |           |  |  |       |       |       |       |       |
|  | P1         | Lin Dan            | 21         | 21                |            |    |    |               |               |                   |                   |                   |                   |                   |           |           |           |           |           |  |  |       |       |       |       |       |

### Faza grupowa
Wszystkie godziny podane są w czasie polskim letnim (UTC+2:00).

#### Grupa A
| Zawodnik      | Mecz | W | P | S+ | S- | Pkt. |
| ------------- | ---- | - | - | -- | -- | ---- |
| Lee Chong Wei | 1    | 1 | 0 | 2  | 1  | 3    |
| Ville Lång    | 1    | 0 | 1 | 1  | 2  | 0    |

| 30 lipca, 15:15 | 30 lipca, 15:15 | 30 lipca, 15:15 |
| Zawodnik 1      | Wynik           | Zawodnik 2      |
| --------------- | --------------- | --------------- |
| Lee Chong Wei   | 2-1             | Ville Lång      |

#### Grupa B
| Zawodnik            | Mecz | W | P | S+ | S- | Pkt. |
| ------------------- | ---- | - | - | -- | -- | ---- |
| Simon Santoso       | 2    | 2 | 0 | 4  | 0  | 6    |
| Raul Must           | 2    | 1 | 1 | 2  | 2  | 3    |
| Michael Lahnsteiner | 2    | 0 | 2 | 0  | 4  | 0    |

| Zawodnik 1          | Wynik           | Zawodnik 2          |
| 28 lipca, 21:19     | 28 lipca, 21:19 | 28 lipca, 21:19     |
| ------------------- | --------------- | ------------------- |
| Michael Lahnsteiner | 0-2             | Raul Must           |
| 29 lipca, 14:07     |                 |                     |
| Simon Santoso       | 2-0             | Raul Must           |
| 31 lipca, 14:07     |                 |                     |
| Simon Santoso       | 2-0             | Michael Lahnsteiner |

#### Grupa C
| Zawodnik           | Mecz | W | P | S+ | S- | Pkt. |
| ------------------ | ---- | - | - | -- | -- | ---- |
| Niluka Karunaratne | 1    | 1 | 0 | 2  | 0  | 3    |
| Ken'ichi Tago      | 1    | 0 | 1 | 0  | 2  | 0    |

| 30 lipca, 22:07 | 30 lipca, 22:07 | 30 lipca, 22:07    |
| Zawodnik 1      | Wynik           | Zawodnik 2         |
| --------------- | --------------- | ------------------ |
| Ken'ichi Tago   | 0-2             | Niluka Karunaratne |

#### Grupa D
| Zawodnik          | Mecz | W | P | S+ | S- | Pkt. |
| ----------------- | ---- | - | - | -- | -- | ---- |
| Parupalli Kashyap | 2    | 2 | 0 | 4  | 0  | 6    |
| Nguyễn Tiến Minh  | 2    | 1 | 1 | 2  | 3  | 3    |
| Yuhan Tan         | 2    | 0 | 2 | 1  | 4  | 0    |

| Zawodnik 1        | Wynik           | Zawodnik 2        |
| 28 lipca, 22:42   | 28 lipca, 22:42 | 28 lipca, 22:42   |
| ----------------- | --------------- | ----------------- |
| Parupalli Kashyap | 2-0             | Yuhan Tan         |
| 29 lipca, 20:07   |                 |                   |
| Nguyễn Tiến Minh  | 2-1             | Yuhan Tan         |
| 31 lipca, 22:07   |                 |                   |
| Nguyễn Tiến Minh  | 0-2             | Parupalli Kashyap |

#### Grupa E
| Zawodnik        | Mecz | W | P | S+ | S- | Pkt. |
| --------------- | ---- | - | - | -- | -- | ---- |
| Chen Long       | 1    | 1 | 0 | 2  | 0  | 3    |
| Boonsak Ponsana | 1    | 0 | 1 | 0  | 2  | 0    |

| 29 lipca, 14:40 | 29 lipca, 14:40 | 29 lipca, 14:40 |
| Zawodnik 1      | Wynik           | Zawodnik 2      |
| --------------- | --------------- | --------------- |
| Chen Long       | 2-0             | Boonsak Ponsana |

#### Grupa F
| Zawodnik       | Mecz | W | P | S+ | S- | Pkt. |
| -------------- | ---- | - | - | -- | -- | ---- |
| Wong Wing Ki   | 2    | 2 | 0 | 4  | 0  | 6    |
| Brice Leverdez | 2    | 1 | 1 | 2  | 2  | 3    |
| Edwin Ekiring  | 2    | 0 | 2 | 0  | 4  | 0    |

| Zawodnik 1      | Wynik           | Zawodnik 2      |
| 28 lipca, 20:42 | 28 lipca, 20:42 | 28 lipca, 20:42 |
| --------------- | --------------- | --------------- |
| Edwin Ekiring   | 0-2             | Brice Leverdez  |
| 30 lipca, 21:30 |                 |                 |
| Wong Wing Ki    | 2-0             | Edwin Ekiring   |
| 31 lipca, 21:50 |                 |                 |
| Wong Wing Ki    | 2-0             | Brice Leverdez  |

#### Grupa G
| Zawodnik      | Mecz | W | P | S+ | S- | Pkt. |
| ------------- | ---- | - | - | -- | -- | ---- |
| Peter Gade    | 1    | 1 | 0 | 2  | 0  | 3    |
| Pedro Martins | 1    | 0 | 1 | 0  | 2  | 0    |

| 30 lipca, 20:44 | 30 lipca, 20:44 | 30 lipca, 20:44 |
| Zawodnik 1      | Wynik           | Zawodnik 2      |
| --------------- | --------------- | --------------- |
| Peter Gade      | 2-0             | Pedro Martins   |

#### Grupa H
| Zawodnik        | Mecz | W | P | S+ | S- | Pkt. |
| --------------- | ---- | - | - | -- | -- | ---- |
| Son Wan-ho      | 2    | 2 | 0 | 4  | 0  | 6    |
| Władimir Iwanow | 2    | 1 | 1 | 2  | 2  | 3    |
| Hsu Jen-hao     | 2    | 0 | 2 | 0  | 4  | 0    |

| Zawodnik 1      | Wynik           | Zawodnik 2      |
| 28 lipca, 14:40 | 28 lipca, 14:40 | 28 lipca, 14:40 |
| --------------- | --------------- | --------------- |
| Son Wan-ho      | 2-0             | Władimir Iwanow |
| 30 lipca, 14:07 |                 |                 |
| Władimir Iwanow | 2-0             | Hsu Jen-hao     |
| 31 lipca, 14:44 |                 |                 |
| Hsu Jen-hao     | 0-2             | Son Wan-ho      |

#### Grupa I
| Zawodnik         | Mecz | W | P | S+ | S- | Pkt. |
| ---------------- | ---- | - | - | -- | -- | ---- |
| Jan Ø. Jørgensen | 2    | 1 | 0 | 4  | 0  | 6    |
| Derek Wong       | 2    | 1 | 1 | 2  | 2  | 3    |
| Misha Zilberman  | 2    | 0 | 2 | 0  | 4  | 0    |

| Zawodnik 1       | Wynik           | Zawodnik 2      |
| 28 lipca, 21:54  | 28 lipca, 21:54 | 28 lipca, 21:54 |
| ---------------- | --------------- | --------------- |
| Jan Ø. Jørgensen | 2-0             | Misha Zilberman |
| 29 lipca, 14:33  |                 |                 |
| Misha Zilberman  | 0-2             | Derek Wong      |
| 31 lipca, 20:09  |                 |                 |
| Jan Ø. Jørgensen | 2-0             | Derek Wong      |

#### Grupa J
| Zawodnik        | Mecz | W | P | S+ | S- | Pkt. |
| --------------- | ---- | - | - | -- | -- | ---- |
| Lee Hyun-il     | 1    | 1 | 0 | 2  | 0  | 3    |
| Rodrigo Pacheco | 1    | 0 | 1 | 0  | 2  | 0    |

| 29 lipca, 22:05 | 29 lipca, 22:05 | 29 lipca, 22:05 |
| Zawodnik 1      | Wynik           | Zawodnik 2      |
| --------------- | --------------- | --------------- |
| Lee Hyun-il     | 2-0             | Rodrigo Pacheco |

#### Grupa K
| Zawodnik              | Mecz | W | P | S+ | S- | Pkt. |
| --------------------- | ---- | - | - | -- | -- | ---- |
| Marc Zwiebler         | 2    | 2 | 0 | 4  | 1  | 6    |
| Dmytro Zawadski       | 2    | 1 | 1 | 3  | 2  | 3    |
| Mohamed Afjan Rasheed | 2    | 0 | 2 | 0  | 4  | 0    |

| Zawodnik 1            | Wynik           | Zawodnik 2            |
| 28 lipca, 22:09       | 28 lipca, 22:09 | 28 lipca, 22:09       |
| --------------------- | --------------- | --------------------- |
| Marc Zwiebler         | 2-0             | Mohamed Afjan Rasheed |
| 30 lipca, 14:44       |                 |                       |
| Mohamed Afjan Rasheed | 0-2             | Dmytro Zawadski       |
| 31 lipca, 20:44       |                 |                       |
| Marc Zwiebler         | 2-1             | Dmytro Zawadski       |

#### Grupa L
| Zawodnik         | Mecz | W | P | S+ | S- | Pkt. |
| ---------------- | ---- | - | - | -- | -- | ---- |
| Chen Jin         | 1    | 1 | 0 | 2  | 0  | 3    |
| Przemysław Wacha | 1    | 0 | 1 | 0  | 2  | 0    |

| 30 lipca, 20:40 | 30 lipca, 20:40 | 30 lipca, 20:40  |
| Zawodnik 1      | Wynik           | Zawodnik 2       |
| --------------- | --------------- | ---------------- |
| Chen Jin        | 2-0             | Przemysław Wacha |

#### Grupa M
| Zawodnik         | Mecz | W | P | S+ | S- | Pkt. |
| ---------------- | ---- | - | - | -- | -- | ---- |
| Kevin Cordón     | 2    | 2 | 0 | 4  | 2  | 6    |
| Rajiv Ouseph     | 2    | 1 | 1 | 3  | 3  | 3    |
| Henri Hurskainen | 2    | 0 | 2 | 2  | 4  | 0    |

| Zawodnik 1       | Wynik           | Zawodnik 2       |
| 28 lipca, 14:42  | 28 lipca, 14:42 | 28 lipca, 14:42  |
| ---------------- | --------------- | ---------------- |
| Henri Hurskainen | 1-2             | Kevin Cordón     |
| 29 lipca, 21:15  |                 |                  |
| Rajiv Ouseph     | 2-1             | Henri Hurskainen |
| 31 lipca, 14:40  |                 |                  |
| Rajiv Ouseph     | 1-2             | Kevin Cordón     |

#### Grupa N
| Zawodnik          | Mecz | W | P | S+ | S- | Pkt. |
| ----------------- | ---- | - | - | -- | -- | ---- |
| Shō Sasaki        | 1    | 1 | 0 | 2  | 0  | 3    |
| Virgil Soeroredjo | 1    | 0 | 1 | 0  | 2  | 0    |

| 29 lipca, 22:42 | 29 lipca, 22:42 | 29 lipca, 22:42   |
| Zawodnik 1      | Wynik           | Zawodnik 2        |
| --------------- | --------------- | ----------------- |
| Shō Sasaki      | 2-0             | Virgil Soeroredjo |

#### Grupa O
| Zawodnik       | Mecz | W | P | S+ | S- | Pkt. |
| -------------- | ---- | - | - | -- | -- | ---- |
| Taufik Hidayat | 2    | 2 | 0 | 4  | 0  | 6    |
| Pablo Abián    | 2    | 1 | 1 | 2  | 3  | 3    |
| Petr Koukal    | 2    | 0 | 2 | 1  | 4  | 0    |

| Zawodnik 1      | Wynik           | Zawodnik 2      |
| 28 lipca, 14:05 | 28 lipca, 14:05 | 28 lipca, 14:05 |
| --------------- | --------------- | --------------- |
| Taufik Hidayat  | 2-0             | Petr Koukal     |
| 29 lipca, 21:54 |                 |                 |
| Pablo Abián     | 2-1             | Petr Koukal     |
| 31 lipca, 22:42 |                 |                 |
| Taufik Hidayat  | 2-0             | Pablo Abián     |

#### Grupa P
| Zawodnik    | Mecz | W | P | S+ | S- | Pkt. |
| ----------- | ---- | - | - | -- | -- | ---- |
| Lin Dan     | 1    | 1 | 0 | 2  | 0  | 3    |
| Scott Evans | 1    | 0 | 1 | 0  | 2  | 0    |

| 30 lipca, 21:15 | 30 lipca, 21:15 | 30 lipca, 21:15 |
| Zawodnik 1      | Wynik           | Zawodnik 2      |
| --------------- | --------------- | --------------- |
| Lin Dan         | 2-0             | Scott Evans     |